# Nghĩa trang Hollywood Forever
Nghĩa trang Hollywood Forever (tiếng Anh: Hollywood Forever Cemetery) là một nghĩa trang nằm ở số 6000 đại lộ Santa Monica, Hollywood, California. Nghĩa trang này được xây dựng trên mảnh đất nằm ngay sát tường phía bắc của khu xưởng phim hãng Paramount Pictures, hãng này cùng RKO Studios đã mua lại một mảnh đất rộng 160.000 m² vào năm 1920 để xây dựng nghĩa trang. Đúng với cái tên của mình, "Hollywood Forever" ("Mãi mãi Hollywood"), nghĩa trang là nơi an nghỉ của rất nhiều nhân vật nổi tiếng của điện ảnh Hoa Kỳ.

## Lịch sử
Nghĩa trang được thành lập năm 1899 trên diện tích 0,4 km² với cái tên ban đầu Hollywood Memorial Park Cemetery. Năm 1920 nó được hãng Paramount và RKO mua lại nhưng rồi dần rơi vào tình trạng xuống cấp trong nửa sau của thế kỷ 20. Năm 1998 250.000 m² nghĩa trang được Tyler Cassity của hãng Forever Enterprises mua lại với giá 375.000 đô la Mỹ và được đổi tên thành Hollywood Forever, sau khi nắm quyền điều hành, Cassity đã cho tôn tạo và phục hồi lại nghĩa trang.

## Những người nổi tiếng an nghỉ tại nghĩa trang
- Mel Blanc (1908-1989), diễn viên
- Charles Chaplin Jr. (1925-1968), diễn viên, con trai của Charlie Chaplin
- Hannah Chaplin (1865-1928), mẹ của Charlie Chaplin
- Cecil B. DeMille (1881-1959), đạo diễn, nhà sản xuất phim[2]
- Douglas Fairbanks (1883-1939), diễn viên, đồng sáng lập hãng United Artists
- Douglas Fairbanks, Jr. (1909-2000), diễn viên, con trai của Douglas Fairbanks
- Peter Finch (1916-1976), diễn viên
- Victor Fleming (1889-1949), đạo diễn
- Janet Gaynor (1906-1984), diễn viên
- George Harrison (1943-2001), nhạc sĩ, ông được hỏa táng tại đây trước khi rải tro xuống sông Hằng
- Mildred Harris (1901-1944), diễn viên
- John Huston (1906-1987), đạo diễn
- Jayne Mansfield (1933-1967), diễn viên
- Paul Muni (1895-1967), diễn viên
- Tyrone Power (1914-1958), diễn viên
- Rudolph Valentino (1895-1926), diễn viên[2]